# デニス・ラルストン
デニス・ラルストン（Dennis Ralston, 1942年7月27日 - 2020年12月6日）は、アメリカ・カリフォルニア州ベーカーズフィールド出身の男子テニス選手。フルネームは Robert Dennis Ralston （ロバート・デニス・ラルストン）という。1966年のウィンブルドン選手権男子シングルス準優勝者。キャリアを通じてダブルスに優れ、4大大会の男子ダブルスで通算5勝を挙げた。身長183cmほどの長身とほっそりした体格の持ち主で、サービス・グラウンドストローク・ボレーのいずれにも優れたオールラウンド・プレーヤーであった。右利きの選手。

## 来歴
デニス・ラルストンは1960年のウィンブルドン選手権で、南カリフォルニア大学のチームメートだったラファエル・オスナと組んで男子ダブルス優勝を果たした。この年から、ラルストンは男子テニス国別対抗戦・デビスカップのアメリカ代表選手になる。1961年から1964年まで、ラルストンは同じアメリカのチャック・マッキンリーとペアを組み、全米選手権の男子ダブルスで4年連続決勝進出を果たした。その間、1961年-1963年までメキシコペアのラファエル・オスナ＆アントニオ・パラフォックス組と3年連続の決勝対決をしている。1962年はオスナ＆パラフォックス組が勝ったが、1961年・1963年・1964年はラルストン＆マッキンリー組が3勝を挙げた。ラルストンとマッキンリーは、1964年までデビスカップのダブルス戦でもペアを組み、1963年のデ杯アメリカ・チームの優勝に貢献した。
1966年、デニス・ラルストンのテニス経歴は最盛期を迎える。ダブルスでは、同じアメリカのクラーク・グレーブナーとペアを組み、全仏選手権で初優勝を飾った。ラルストンとグレーブナーは、決勝でルーマニアペアのイリ・ナスターゼ＆イオン・ティリアック組を 6-3, 6-3, 6-0 のストレートで圧倒した。続くウィンブルドン選手権で、ラルストンは男子シングルス・混合ダブルスの2部門で決勝に進出する。男子シングルス決勝では、ラルストンはスペインのマニュエル・サンタナに 4-6, 9-11, 4-6 のストレートで敗れた。混合ダブルス決勝は1962年以来4年ぶり2度目の進出で、パートナーはビリー・ジーン・キング夫人と組んだが、オーストラリアペアのケン・フレッチャー＆マーガレット・スミス組に敗れ、ラルストンは2部門とも準優勝に終わった。全米選手権では、男子ダブルスで2年ぶり5度目の決勝に進んだが、ラルストンとグレーブナーはオーストラリアペアのロイ・エマーソン＆フレッド・ストール組に 4-6, 4-6, 4-6 で完敗してしまう。この年を最後に、ラルストンはデ杯の米国代表選手から退いた。
1968年、テニス4大大会にプロ選手の出場を解禁する「オープン化措置」が実施されると、ラルストンもプロテニス選手になった。1970年の全豪オープンに初出場した時、ラルストンはアーサー・アッシュとの準決勝を 3-6, 10-8, 3-6, 1-2 で途中棄権した。彼の4大大会シングルス成績は、全米選手権は1960年のベスト4進出、全仏選手権は1966年と1969年の2度しか出場記録がない。同選手権で男子ダブルス優勝を果たした1966年、シングルスは4回戦止まりに終わっている。
ラルストンは1972年から1975年まで、4年間デビスカップのアメリカ・チーム代表監督も務めた。就任1年目の1972年にアメリカはデ杯ワールドグループ決勝でルーマニアを破り、ラルストンは選手として1963年、監督として1972年のデ杯優勝に貢献した。1987年に国際テニス殿堂入り。引退後は南メソジスト大学でテニスコーチを務め、教育者としても高い評価を得ている。
2020年12月6日に、癌のため、テキサス州の病院で死去。78歳没。

## 4大大会成績
- 全仏選手権　男子ダブルス：1勝（1966年）
- ウィンブルドン選手権　男子ダブルス：1勝（1960年）／男子シングルス準優勝1度：1966年／混合ダブルス準優勝2度：1962年、1966年
- 全米選手権　男子ダブルス：3勝（1961年、1963年、1964年）　［同部門準優勝2度：1961年、1969年］